# 片山真理
片山 真理（かたやま まり、1987年 - ）は、日本の現代芸術家。義足のアーティストとして知られる。

## 来歴
埼玉県に出生し、群馬県太田市にて育つ。先天性脛骨欠損症のために、両足が不自由かつ左手が「カニのよう」な2本指で生まれた。9歳の時、不自由な両足を切断し義足となる。
高校生の頃、SNS上で絵やオブジェの発表を行う。片山の義足を用いた作品はそれそのものだけでは理解されないため、セルフポートレートの形で撮影・発表された。これに着目した当時バンタンデザイン研究所学生であったスタイリストの島田辰哉より卒業ファッションショーのためのモデルを依頼される。島田は片山を選定した理由として「障がいがあるけれどファッション好きのリアルな女の子で、足に絵を描いていたりするのが超かわいいと思った」と述べている。太田市立商業高等学校卒業を目前にした片山は、義足を用いた作品を全国公募の展覧会である「群馬青年ビエンナーレ」に応募。審査員として参加していたキュレーター東谷隆司は、片山の作品を高く評価し、創作を続けるよう励ました。卒業後の進路に迷っていた片山は東谷の言葉に励まされ芸術の道を選ぶ。
2010年に群馬県立女子大学文学部美学美術史学科を卒業後、東京藝術大学大学院美術研究科へと進み、2012年に同大学院美術研究科先端芸術表現専攻修士課程を修了した。片山は東谷の「君はアーティストなんだよ」という言葉に強く励まされたと述べている。2012年に東谷が死去したのちには、東京藝術大学にて指導を受けた小谷元彦の支援を受け、小谷の作品素材として出演した。片山は自身の芸術活動に最も影響を与えた3人として島田辰哉・東谷隆司・小谷元彦の名前を挙げている。
2020年、写真集『GIFT』及び第58回ヴェネツィア・ビエンナーレ国際美術展「May You Live in Interesting Times」の展示にて第45回木村伊兵衛写真賞を受賞。

## 作品性
片山の作品は自宅で撮られたポートレートに代表される。義足へイラストや手芸を用いた装飾を施すなど、自身の身体的要素をモチーフとする。シャッターを押すことは身体性と関連するとし、自分でシャッターを押すことにこだわりを持つ。また、素材としての自己像として黒髪のおかっぱ、切れ長のメイク、赤いネイルと口紅、ハイヒールなどの記号を用いる。

## 作品集
- 『GIFT』（ユナイテッドヴァガボンズ、2019年3月5日） ISBN 978-4908600043